# بدون دخترم
بدون دخترم (به انگلیسی: Without My Daughter) یک فیلم مستند فنلاندی محصول سال ۲۰۰۲ است که به بیان ماجرای فیلم بدون دخترم هرگز از دیدگاه بزرگ محمودی می‌پردازد. کارگردانان این فیلم آلکسیس کوروس و کاری تروو هستند.